# Irochesi
Gli Irochesi sono una popolazione di nativi americani originariamente stanziata nella regione dei Grandi Laghi, tra gli attuali Stati Uniti d'America e il Canada. Si riferiscono a se stessi e talvolta alla loro confederazione con i nomi in lingua seneca di Hodínöšöni, ovvero il Popolo della Lunga Casa (grafia anglofona: Haudenosaunee; pron.: Hodinoshoni; variante: Hodínösöni, "costruttori di lunghe case"), e più anticamente Ongwe’onwe, "gli originari".
Storicamente diedero vita a una confederazione di nazioni (tribù) nota come Lega irochese, Confederazione irochese o Sei Nazioni (originariamente Cinque Nazioni). Le tribù che nel 1570 diedero origine alle Cinque Nazioni furono i Cayuga, i Mohawk, gli Oneida, gli Onondaga e i Seneca. Nel 1722 furono poi assimilati nella Confederazione anche i Tuscarora che, originariamente stanziati nell'attuale Stato della Carolina del Nord, furono costretti a spostarsi verso nord in seguito ai conflitti con i coloni europei.

## Hodinošoni,Il popolo della Lunga Casa
Al tempo dei primi arrivi dei coloni europei, avvenuti nella prima metà del XVII secolo circa, il territorio irochese comprendeva parte dell'attuale sud del Canada e parte del nordest degli Stati Uniti. Questo territorio, che si estendeva in lunghezza per circa cinquecento chilometri dalla valle del Mohawk a est fin quasi alle cascate del Niagara a ovest, rappresentava simbolicamente una “lunga casa” invisibile, che a sua volta si rifaceva alla tipica abitazione irochese consistente in una costruzione di legno la cui lunghezza poteva raggiungere fino ai sessanta metri ed era in grado di ospitare diverse famiglie. Così, come ogni famiglia custodiva il proprio focolare all'interno della casa, anche le diverse tribù irochesi custodivano il proprio territorio: i Mohawk erano i guardiani della porta est, i Seneca della porta ovest, mentre gli Onondaga in quanto custodi del fuoco centrale avevano una particolare responsabilità dell'ordine interno.

## Storia

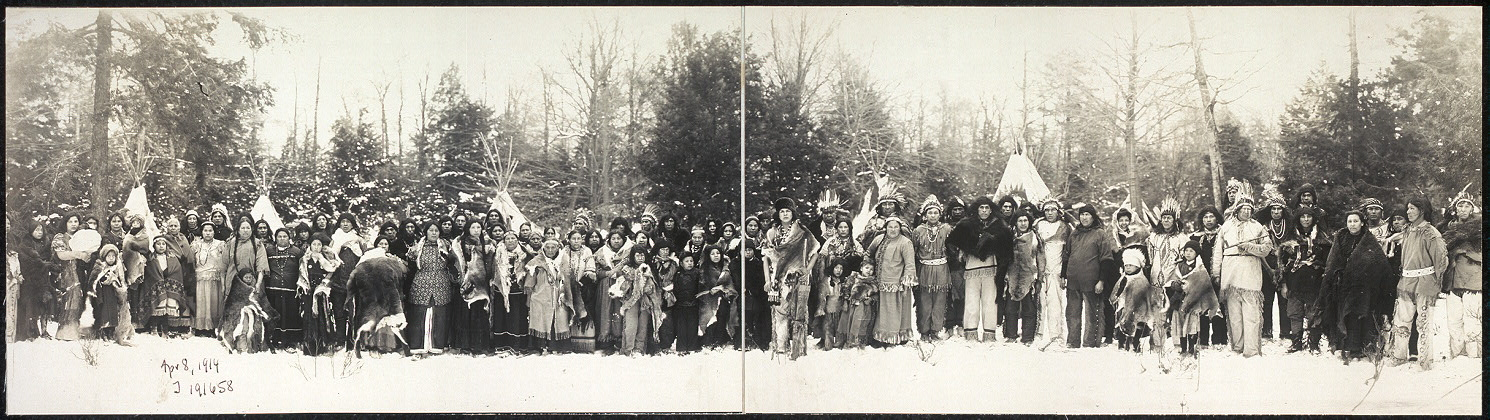
Irochesi 1914 a Buffalo, New York.

Gli antenati degli irochesi giunsero dagli Appalachi della Pennsylvania nei fertili bassopiani a sud del lago Ontario intorno al 900.
Durante il XIV secolo, probabilmente in conseguenza ad una diminuzione dei raccolti, si verificarono conflitti interni sempre più intensi e disastrosi. La tradizione irochese vuole che a porre fine a tali scontri fratricidi fosse il profeta Deganawidah (Il Grande Pacificatore), appoggiato da Hiawatha (Ayonwentah), che intorno al 1570, dopo aver avuto una visione profetica di un grande abete (raffigurato al centro della bandiera irochese), simbolo di fratellanza di tutte le tribù, fondò la Lega (o Confederazione) Irochese delle cinque tribù (alle quali nel 1722 circa si sarebbero aggiunti i Tuscarora). Deganawidah e Hiawatha percorsero il territorio delle tribù in conflitto ristabilendone la pace attraverso la diffusione della “Grande Legge di Pace” (Gayanashagowa), sulla quale si fondava la Lega. Sorse così una delle più forti potenze politiche, commerciali e militari presenti nel Nord America nei secoli XVII e XVIII, in grado di esercitare una forte egemonia sulle popolazioni vicine.
Durante il XVII secolo gli irochesi condussero prolungate guerre contro la tribù degli Uroni sconfiggendoli. Nel Settecento, alleandosi con i britannici, presero parte alla guerra contro i francesi e i loro alleati Algonchini. In seguito alla guerra d'indipendenza americana si ebbe un indebolimento e la divisione interna della Lega, quindi la perdita delle terre tribali: infatti mentre gli Oneida e molti dei Tuscarora si allearono con gli americani, i Mohawk, i Seneca, gli Onondaga e i Cayuga rimasero fedeli alla Gran Bretagna nella speranza di riuscire a mantenere i propri territori. Ma dopo alcune vittorie del capo Joseph Brant (Thayendanegea), furono sconfitti dagli americani, dopo che George Washington nel 1779 diede l'ordine di distruggere gli indiani alleati degli inglesi, conquistandosi così presso gli irochesi il soprannome di “Distruttore di Città”.

## Caratteristiche della Confederazione

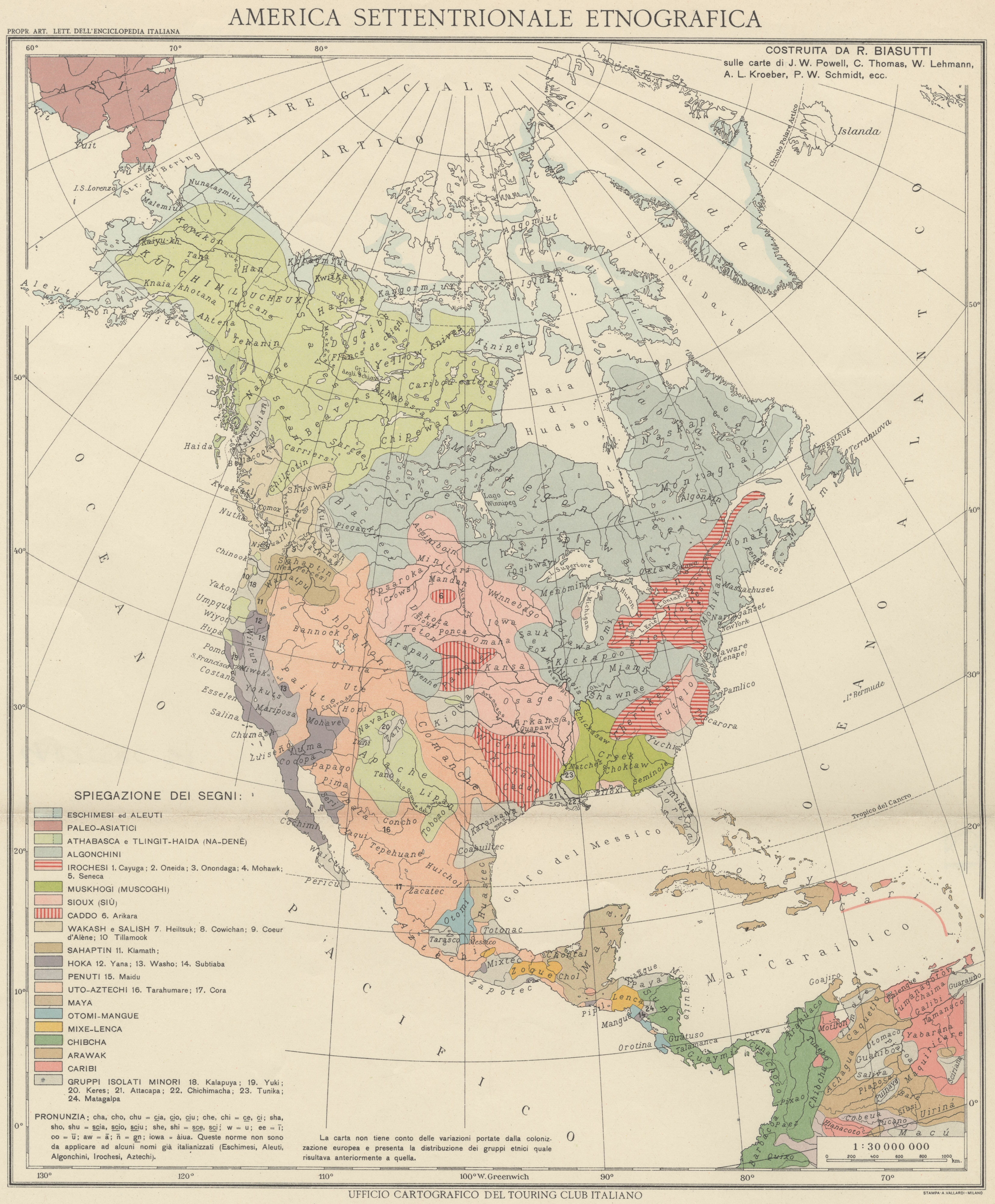
Mappa delle popolazioni indigene del Nordamerica; l'area occupata dagli Irochesi è segnalata con righe rosse orizzontali

La fondazione della Confederazione Irochese mantenne il sistema dei clan, la cui appartenenza si basava sulla matrilinearità, già in uso nelle cinque tribù. Periodicamente la Lega teneva un consiglio delle tribù, costituito da cinquanta capi chiamati sachem, che venivano nominati dalle donne (matrone) di quei clan in cui queste funzioni erano ereditarie, così come ereditari erano i nomi attribuiti ai capi. Il consiglio non decideva a maggioranza, ma doveva discutere e mediare finché non si raggiungesse l'unanimità, successivamente le decisioni prese dovevano ottenere il consenso della popolazione.
Dunque, sebbene la Lega avesse un governo composto esclusivamente da uomini, ciascun membro di quel governo era responsabile delle sue azioni verso le donne della propria famiglia. Non vi è dubbio che il potere detenuto dalle donne trovava le sue basi negli schemi di sussistenza degli irochesi, che vivevano in villaggi fortificati e in cui, sebbene da parte degli uomini fossero praticate sia la caccia che la pesca, la fonte principale di sussistenza era costituita dalla coltivazione di diverse varietà di mais, fagioli e zucche (soprannominati dagli irochesi le “tre sorelle”), che era mansione delle donne, le quali inoltre erano le proprietarie dei terreni e delle case.

### Governo
Il Gran Concilio delle Sei Nazioni è un'assemblea composta da 56 Hoyenah (capi), conosciuti anche come Sachems: la rappresentazione è distribuita in questo modo:
- 14 Onondaga
- 10 Cayuga
- 9 Oneida
- 9 Mohawk
- 8 Seneca
- 6 Tuscarora

La struttura originaria del Concilio era diversa. Alla fondazione del concilio, solo erano presente cinque nazioni e la rappresentazione nel concilio era:
- 14 Onondaga
- 10 Cayuga
- 9 Oneida
- 9 Mohawk
- 8 Seneca

A loro volta, le cinque nazioni originarie erano organizzate in due macro gruppo conosciuti come Moiety:
- Moiety maggiore:
  - Onondaga
  - Mohawk
  - Seneca
- Moiety minore:
  - Cayuga
  - Oneida
  - Tuscarora

I Tuscarora, una volta aderiti al Gran Concilio, entrarono a far parte del Moiety minore.

### Guerra
La guerra era una parte importante della società haudenosaunee: per gli uomini era un modo per ottenere rispetto da parte del resto della società. I prigionieri di guerra erano resi schiavi o "adottati" per rimpiazzare i familiari morti per malattia o durante gli scontri. Questa parte della popolazione era diventata molto significativa nei villaggi irochesi verso la fine del XVII secolo.

### Relazioni internazionali
Il governo irochese ha cominciato ad emettere passaporti dal 1923, quando le autorità haudenosaunee rilasciarono un passaporto per la statista cayuga Deskaheh (General Levi) per un viaggio alla sede della Società delle Nazioni.
Più recentemente, i passaporti sono stati emessi senza soluzione di continuità dal 1997. Prima del 2001 erano accettati da varie nazioni come documento ufficiale per viaggi internazionali ma, dopo gli attacchi dell'11 settembre, hanno perso questo riconoscimento.
Gli irochesi della nazionale di Lacrosse sono stati autorizzati dal governo degli Stati Uniti d'America a viaggiare con i loro passaporti irochesi durante un torneo internazionale di Lacrosse in Inghilterra dopo l'intervento personale del segretario di Stato Hillary Clinton (14 luglio 2010). Malgrado ciò, il governo britannico rifiutò il riconoscimento e negò l'entrata dei giocatori. Il lacrosse è l'unico sport in cui la nazione irochese ha una squadra riconosciuta dalla ILF, per questo si sta considerando l'affiliazione al Comitato Olimpico Internazionale.
Il gran Consiglio della Confederazione Irochese dichiarò guerra alla Germania nel 1917 durante la Prima guerra mondiale e, di nuovo, nel 1942 durante la Seconda guerra mondiale.

## Villaggi
I villaggi irochesi non erano particolarmente adatti a essere spostati, e al momento della costruzione dovevano poter resistere per 20-30 anni circa. Il villaggio era di forma circolare, protetto da imponenti palizzate in legno. Si sviluppava a cerchie di mura, che nei centri più importanti potevano essere diverse. All'interno delle mura vi erano le tipiche abitazioni ricoperte da cortecce e arbusti, che ospitavano tutte le famiglie della comunità, anche se, quando il clima lo permetteva, le attività nel villaggio si svolgevano soprattutto all'aperto. Fuori dalla cinta muraria vi erano sempre ampie spianate, per avvistare eventuali nemici e soprattutto per lasciare spazio alle coltivazioni di mais. Spesso i villaggi erano attraversati o costeggiati da ruscelli e corsi d'acqua, usati per l'irrigazione e lo spostamento con le canoe.

## Popolazione attuale
Alla fine del XVIII secolo si verificò un graduale abbandono della casa lunga a favore di singole abitazioni familiari. Tuttavia già nel 1799 il profeta seneca Handsome Lake (Ganeodiyo) diffuse la cosiddetta “Religione della Lunga Casa”, che vide il ripristino della lunga casa, simbolo dell'unità tribale, e delle antiche cerimonie annuali degli irochesi, praticate ancora oggi. Dopo la frattura interna della confederazione causata dalla guerra d'indipendenza statunitense, parte dei Mohawk e dei Cayuga si trasferirono in Canada, dove buona parte si trova tuttora. Un consistente gruppo degli Oneida vive in Wisconsin, e altri gruppi si trovano invece negli stati di New York e Oklahoma.

## Cultura di massa
- Il collettivo Wu Ming ha pubblicato il romanzo Manituana dove vengono ripercorsi, in modo romanzato ma con precisi riferimenti storici, gli avvenimenti relativi alla guerra d'indipendenza statunitense.
- Appaiono tra le civiltà selezionabili nella serie di videogiochi per PC Civilization.
- Un indiano d'America Irochese è il protagonista del videogioco Assassin's Creed 3
- Il famoso gruppo musicale Jamiroquai ha nel nome stesso un riferimento alla suddetta tribù. Sempre in riferimento agli irochesi, il frontman della band, Jay Kay, è solito indossare cappelli di grandi dimensioni, spesso adornati da piume.
- Gli irochesi sono menzionati nell'episodio 7 della settima stagione de I Simpson, in cui il sig. Burns, durante una sessione aziendale di attività fisica, chiede agli operai della centrale nucleare di Springfield di fare delle "torsioni Irochesi".
- Alcune tribù Irochesi sono rappresentate nella quarta stagione della serie TV Outlander.

## Arte
L'elemento più importante della loro arte è quello delle maschere, solitamente deformi e spaventose, che si associano a vari miti e che vengono usate in molte manifestazioni religiose. La maschera del dio Gagosha, ad esempio, ha il naso rotto, perché narra la leggenda che il dio fu colpito in faccia da una montagna, mentre le maschere yei sono deformi perché rappresentano gli spiriti della notte. Alcune maschere devono essere costruite dagli uomini, mentre altre, per rispettare la tradizione, vengono realizzate da donne. Le maschere eseguite dal guscio di tartaruga sono usate per curare le malattie.